# Монгольская борьба

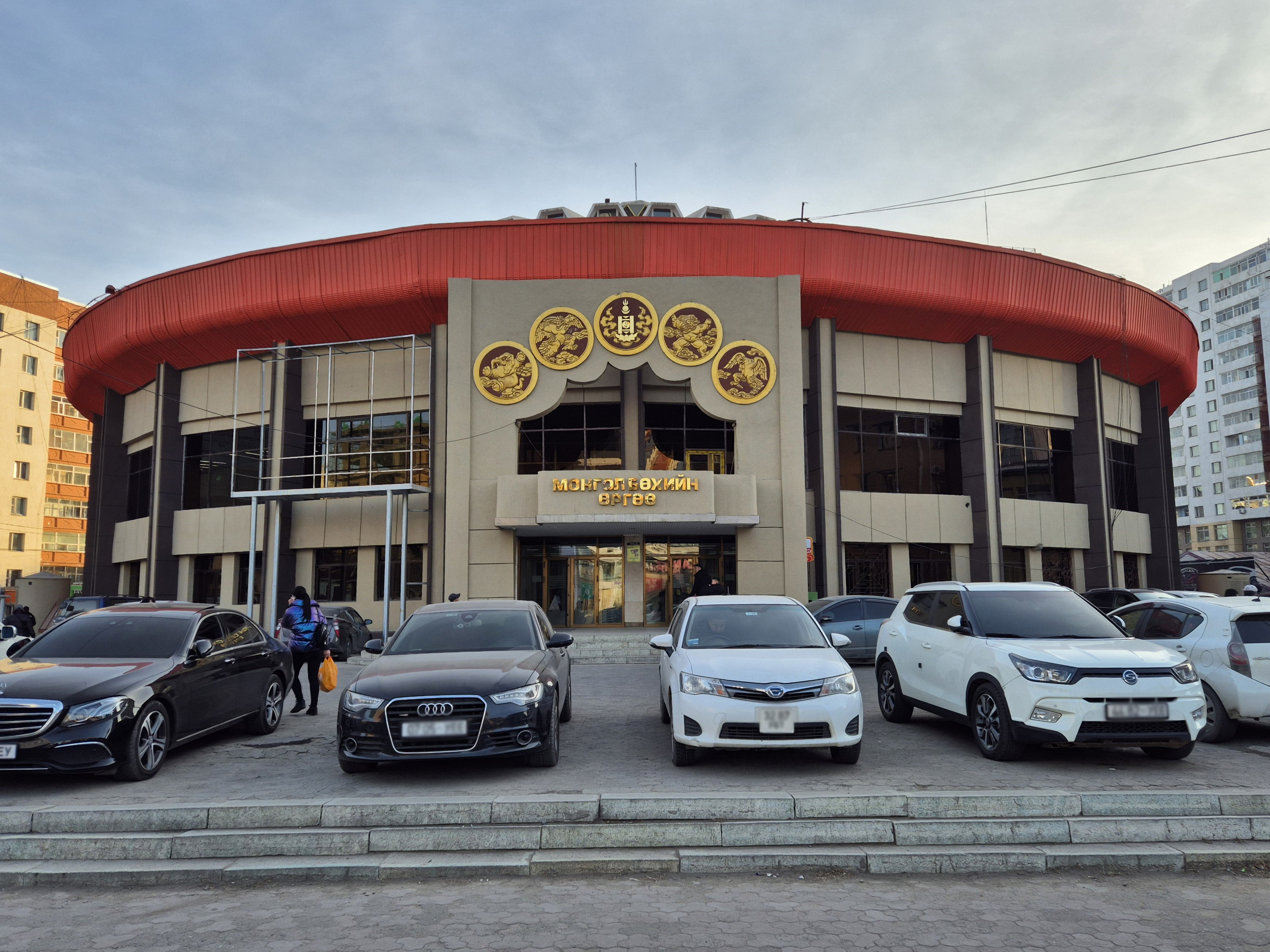
Дворец монгольской борьбы в Улан-Баторе

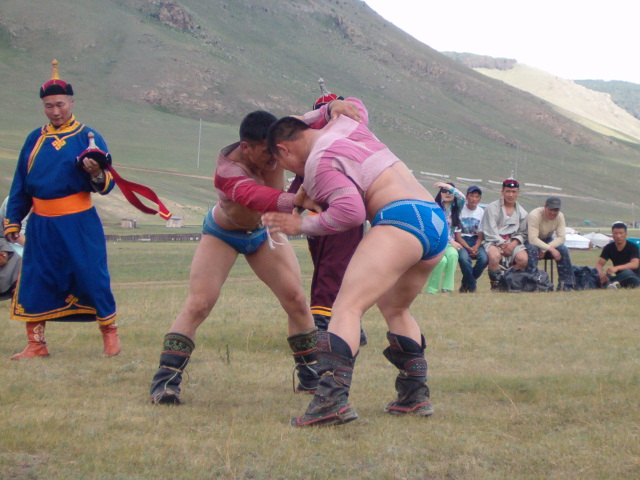
Монгольские борцы

Монгольская борьба (монг. Бөх, бөхийн барилдаан, бур. бүхэ барилдаан) — национальная борьба монгольских народов, которая распространена в Монголии, Бурятии и Тыве.

## История

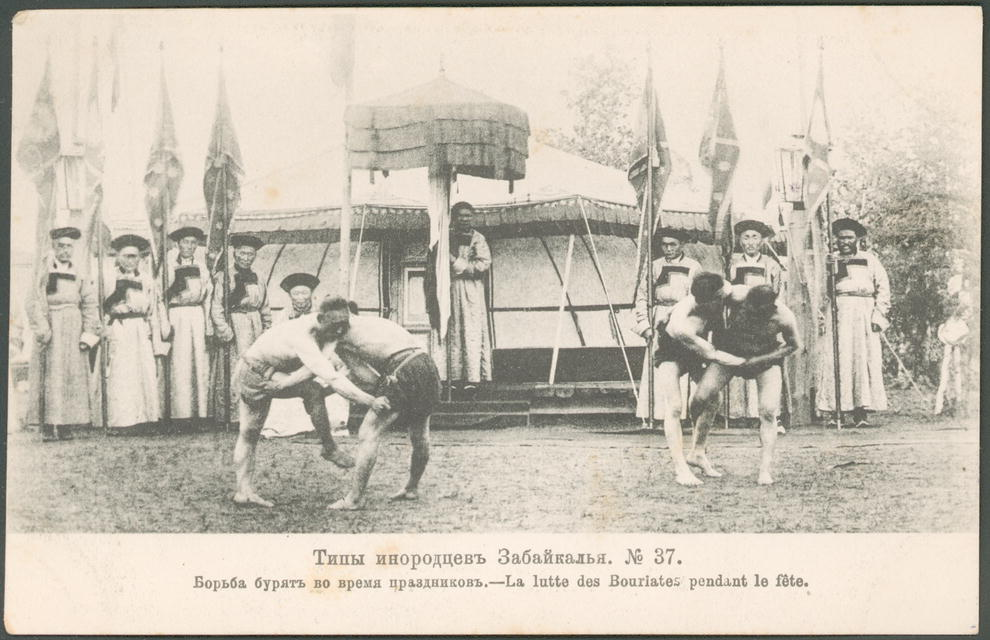
Борьба бурят во время праздников. Открытка 1904 года (на основе первого снимка, запечатлевшего бурятскую борьбу)

Первое упоминание борьбы встречается в «Тайной истории монголов» (1240): «Однажды на пиршестве Чингисхан предложил побороться Бури-Буке с Бэлгудеем».
Состязания в борьбе были неотъемлемой частью бурятских народных праздников тайлган, сагаалган и др., входили в состав свадебного обряда. Особый размах состязания борцов достигали на традиционных играх эрын гурбан наадан (три игры мужей), которые устраивались во время различных праздников и знаменательных событий. Помимо борьбы бүхэ барилдаан, участники состязались в скачках — мори урилдаан и стрельбе из лука — сурхарбаан (һүр харбалга).
Великий князь Николай Александрович, будущий император Николай II, как наследник престола посетил в июне 1891 года Забайкальскую область и встретился с представителями агинских бурят на реке Тура, где в честь цесаревича были устроены традиционные игры эрын гурбан наадан. Это событие запечатлено на фото, которое стало первым снимком бурятской борьбы.

## Правила
В борьбе используется разнообразная техника, различные приёмы как с захватами так и без захватов.

Монгольская борьба имеет свои ритуалы, правила и специфические особенности: раньше схватки не ограничивались по времени (теперь введены временные ограничения), нет весовых категорий, борьба идёт на открытом пространстве, побеждённым считается тот, кто первым коснётся земли любой частью тела, кроме подошв ног и кистей рук, у каждого борца свой секундант — «засуул», после поединка побеждённый должен пройти под поднятой правой рукой победителя в знак того, что он признаёт своё поражение. В момент прохождения побеждённого под рукой победитель делает отряхивающие движения по спине соперника сверху вниз как бы отряхивает спину побеждённого от земли. Победитель исполняет традиционный танец орла.

## Звания
На национальном празднике — Надоме, проходящем с 11 по 13 июля, борются от 512 до 1024 борцов. Борются попарно, на выбывание. Соответственно бывает от 9 до 10 туров — «даваа».
В зависимости от прохождения «даваа» присуждаются специальные почётные звания:
- «начин» («нашан») — «сокол» — за победу в пяти турах.
- «харцаг» («харсага») — «ястреб» — за победу в шести турах.
- «заан» — «слон» — за победу в семи турах.
- «гарьд» («гарууди») — «гаруда» (священная птица) — за победу в восьми турах.
- «арслан» («арсалан») — «лев» — за победу в девяти турах.
- «аварга» («абарга») — «исполин» — или победившему в 10 турах (когда борются 1024 борца), или борцу со званием «арслан», победившему в 9-м туре (когда борются 512 борцов)[2].

## Костюм

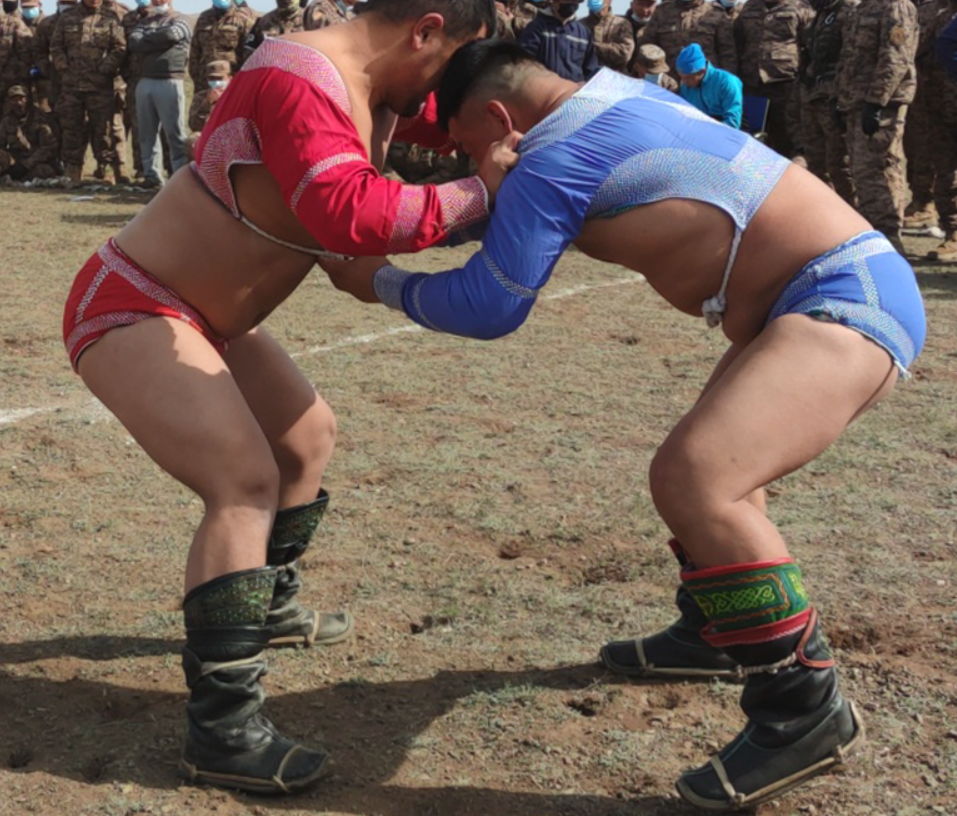
Монгольские борцы в традиционном борцовском костюме

Борцы облачены в особый борцовский костюм: национальные сапоги с загнутыми носками — «монгол гутал», короткие шорты — «шуудаг» и своеобразная короткая рубашка-распашонка с открытой грудью — «зодог».
В бухэ-барилдаан (бурятская борьба) борцы перед схваткой снимали одежду и боролись босиком в шароварах с закатанными на бёдра штанинами. Такая одежда описывается в источниках и характерна для восточных агинских бурят. В контактной зоне с монголами и под влиянием последних борьба проводилась в коротких шортах-плавках и традиционных высоких сапогах.